# Eduardo Rolland
Eduardo Rolland Etchevers, nacido en Vigo el 4 de noviembre de 1969, es un periodista y escritor español.

## Trayectoria
Licenciado en periodismo en la Facultad de Ciencias de la Información de la Universidad Complutense de Madrid. Trabajó como redactor en los periódicos Expansión y Faro de Vigo. Actualmente trabaja de forma independiente, aunque colaboró con el diario La Voz de Galicia y codirige la página web de ciencia en gallego GCiencia.

## Obra

### Libros publicados
- Galicia, rutas con historia (1997, Prensa Ibérica).
- Historia ilustrada de Vigo (colectivo, 1998, Prensa Ibérica).
- Phiccións (2000, Xerais).
- La Batalla de Rande (2002, Prensa Ibérica).[3]
- Galicia en guerra (2006, Xerais).
- Reconquista. Vigo en armas (2009, Xerais).[4]
- Galicia (2011, National Geographic Society).

### Producción audiovisual
- Serie documental Del Miño al Ulla (12 capítulos) (Productora Faro, 1998).
- Documental A Arañeira, Galicia en Guerra (Productora Faro, 2006).
- Documental Crímenes en Galicia (Articket Media, 2006).
- Documental "Novo Vigo Vello" (TVE, 2011).[5]
- Serie documental "Las Raíces de la Industria Gallega" (guionista) (13 cap.) (TVG, 2013).[6]